# Bulbophyllum cariniflorum
Bulbophyllum cariniflorum är en orkidéart som beskrevs av Heinrich Gustav Reichenbach. Bulbophyllum cariniflorum ingår i släktet Bulbophyllum och familjen orkidéer. Inga underarter finns listade i Catalogue of Life.